# Јелена С. Петковић
Јелена С. Петковић (Пирот, 1975)  је српска социолошкиња, ванредна професорка на Департману за социологију Филозофског факултета Универзитета у Нишу. Њена научна истраживања обухватају социологију културе, културну политику, социокултурну антропологију, социологију окружења и социологију масовних комуникација. Чланица је Српског социолошког друштва и редакције научних часописа: Facta Universitatis, Series Philosophy, Sociology, Psychology and History (2010–2013) и Годишњак за социологију Филозофског факултета у Нишу (2010–2019).

## Образовање и академска каријера
Јелена је дипломирала (2001), магистрирала (2006) и докторирала (2015) социологију на Филозофском факултету Универзитета у Нишу, где ради од 2010. године. У звање ванредне професорке изабрана је 2021. године. Учествује у домаћем пројекту Популаризација социологије и истраживачке делатности социолога (Филозофски факултет, Универзитет у Нишу).

## Наставни предмети
На основним и мастер студијама на различитим департманима Универзитета у Нишу држи предавања из предмета:
- Социологија културе
- Социокултурна антропологија
- Културологија
- Социологија филмске комуникације
- Европски град
- Социологија села
- Српско село и сељаштво
- Социологија окружења
- Социологија масовних комуникација
- Култура и друштво
- Културна политика
- Социологија интеркултурне комуникације

## Изабране публикације
- Петковић, Ј. (2020). Савремено друштво и културне промене. Ниш: Филозофски факултет.
- Петковић, Ј. (2020). Карактеристике културне потрошње становништва Града Ниша. ТЕМЕ, XLIV(2), 383–401.
- Наумовић, С. М., Петковић, Ј. (2014). Село древних култура[3]: Прилог проучавању друштвене историје села. Ниш: Филозофски факултет
- Учествује у домаћем пројекту Популаризација социологије и истраживачке делатности социолога 3 (Филозофски факултет, Универзитет у Нишу).